# Episteme nigripennis
Episteme nigripennis là một loài bướm đêm trong họ Noctuidae.